# Garde côtière de Taïwan
Ne doit pas être confondu avec Garde côtière chinoise.

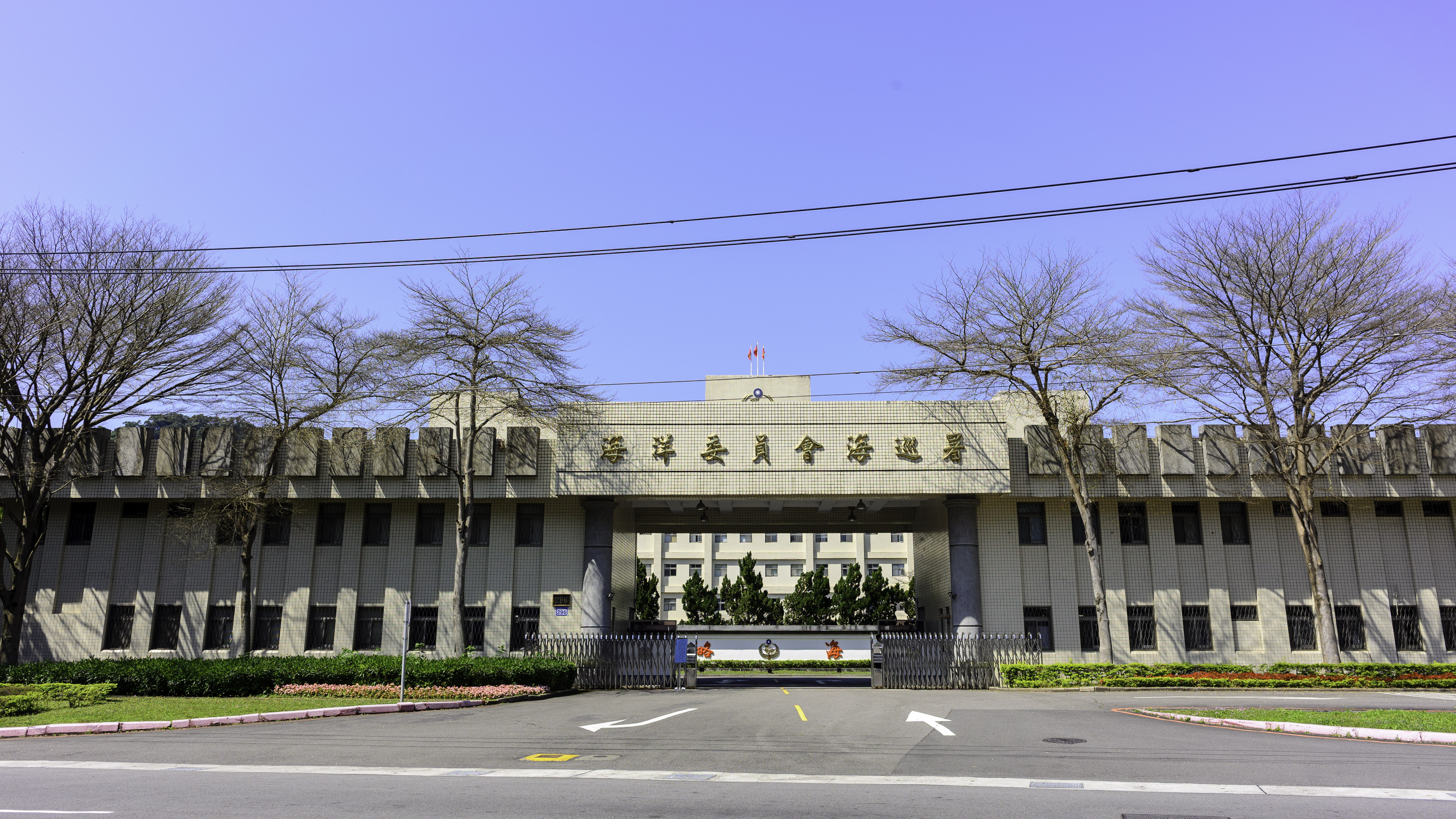
Garde-côtes de Taïwan

La garde-côtière de Taïwan (en chinois traditionnel : 海洋委員會海巡署 ; pinyin : Hǎiyáng wěiyuánhuì hǎi xún shǔ, en forme courte 海巡署), officiellement en anglais : Coast Guard Administration), est un corps de police civile, chargé du maintien de l'ordre et du respect des lois sur l'ensemble des eaux et côtes territoriales. Elle a diverses missions majeures, similaires aux autres garde côtière, comme la lutte contre la contrebande et l'immigration clandestine.

## Histoire

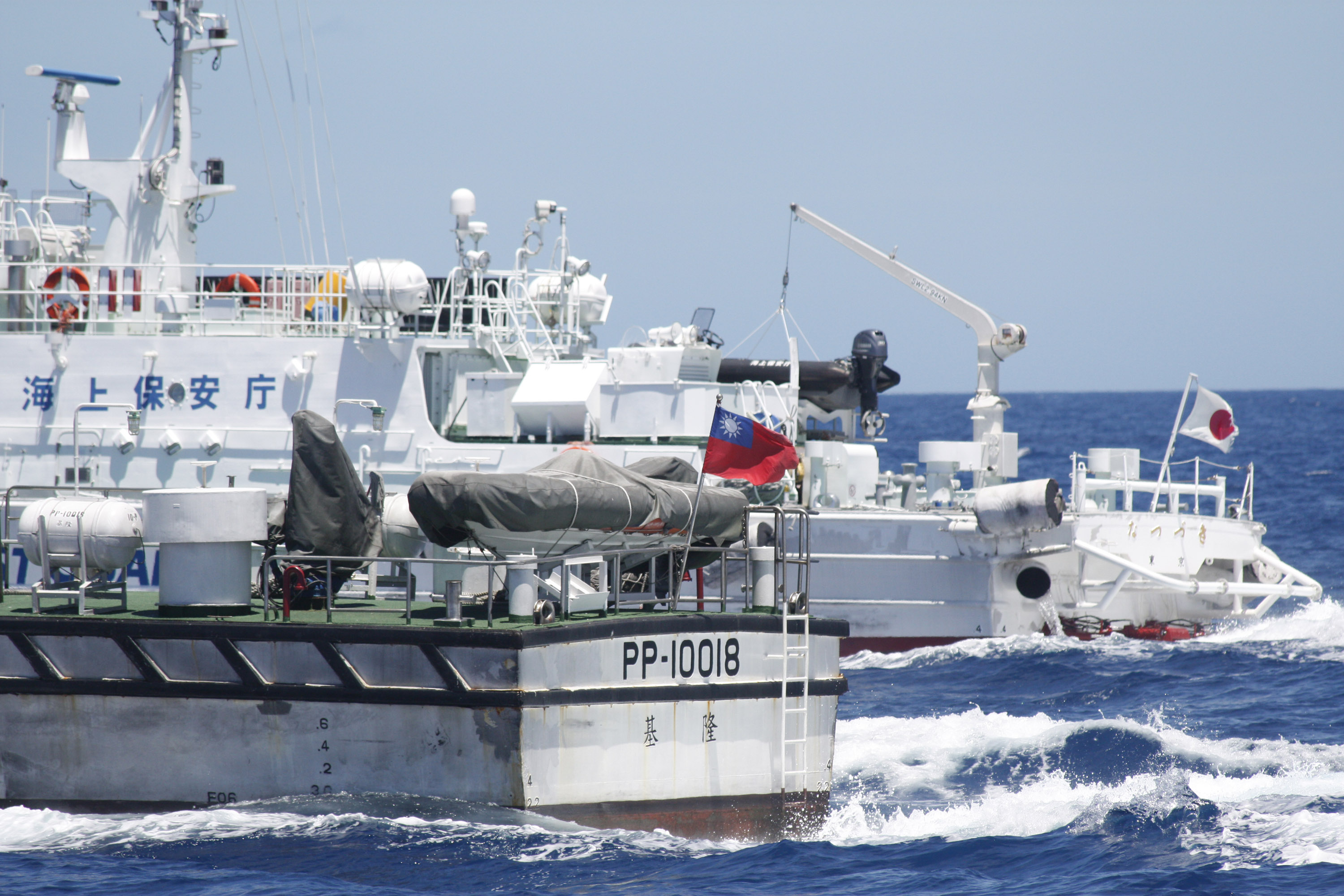
Des garde-côtes japonais et taïwanais le 4 juillet 2012 dans les eaux des îles Senkaku.

La garde côtière a été créée le 28 janvier 2000, en combinant les rôles militaire, de police, et des douanes en une seule agence. Cette jeune agence polyvalente a déjà montré son efficacité lors de recherches et sauvetages en mer, et de luttes contre la contrebande.
À partir de 2021, la flotte de près de 200 navires de la garde côtière voit sa livrée visuelle modifiée, le mot « Taïwan » étant rajouté sur la coque au-dessus de l'identification « R.O.C. Coast Guard », en français garde côtière de république de Chine, afin de mieux distinguer ses navires de ceux de la garde côtière chinoise.

## Organisation
La garde côtière est dirigée par un ministre, et trois sous-ministres, l'agence est divisé en deux directions :
- Direction générale des patrouilles maritimes : responsable de toutes les patrouilles et opérations en mer.
- Direction générale des patrouilles côtières : responsable des opérations terrestres, patrouilles des ports, des plages, et autres domaines côtiers.

## Flotte
[Quand ?]
Navires

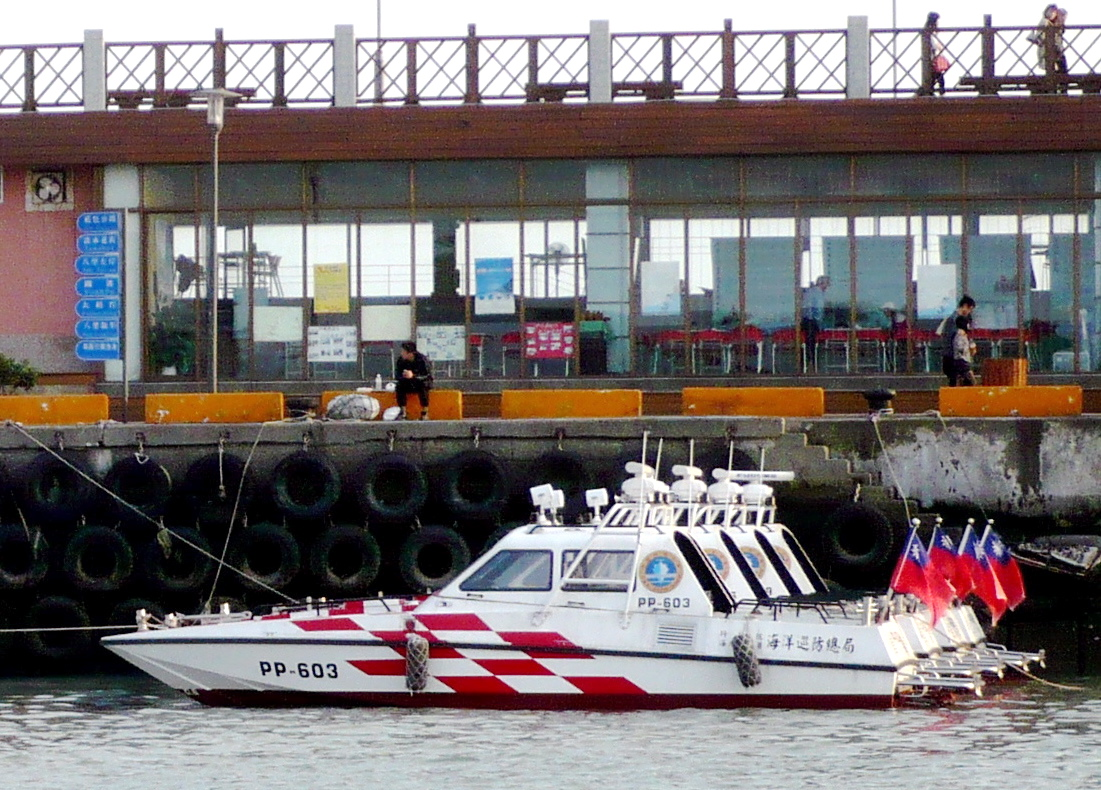
Vedettes des garde-côtes

- CPP-210 (M4 Navire) PP-101 (classe 10 tonnes)
- PP-601 (Special Mission Jet)
- PP-3016 (classe 30 tonnes)
- PP-3517 (classe 35 tonnes)
- PP-3535 (lasse 35 tonnes)
- PP-5010 (classe 50 tonnes)
- PP-5022 (classe 50 tonnes)
- PP-5510 (classe 55 tonnes)
- ORB-01 (classe 55 tonnes)
- PP-6002 (classe 60 tonnes)
- PP-10002 (classe 100 tonnes)
- PP-10023 (classe 100 tonnes)
- PP-10026 (Deuxième génération 100 tonnes)
- CG-101 Ho Hsing
- CG-102 Wei Hsing
- CG-105 Mou Hsing
- CG-106 Fu Hsing
- CG-107 Pao Hsing
- CG-108 Chin Hsing
- CG-109 Teh Hsing
- CG-110 Hsun Hsing
- CG-116 Taipei
- CG-117 Taichung
- CG-118 Keelung
- CG-119 Hualien
- CG-120 Penghu
- CG-122 Nantou
- CG-123 Kimmen
- CG-125 Lienjian
- CG-126 Tainan
- CG-127 Xinbei
- CG-128 Yilan
- CG-129 Kaohsiung
- CG-131 Miaoli
- CG-132 Taoyuan
- CG-133 Taitung
- CG-135 Pintung
- CG-601 Anping
- CG-602 Chenggong
- CG-603 Tamsui
- CG-605 Cijin
- CG-606 Bali
- CG-1001 Changhua
- CG-5001 Chiayi
- CG-5002 Hsinchu
- CG-5003 Yunlin
- CG-5005 Taipei
- Hsun Hu No.1
- Hsun Hu No.2
- Hsun Hu No.3
- Hsun Hu No.5
- Hsun Hu No.6
- Hsun Hu No.7
- Hsun Hu No.8
- Hsun Hu No.9

Aéronefs
- Hélicoptère MBB-Kawasaki BK 117 B-2
- Hélicoptère Aerospatiale AS365N
- Hélicoptère Sikorsky S-76